# ダヴィド3世
ダヴィド3世（グルジア語: დავით III）は、タオ・クラルジェティの王。

## 歴史
ダヴィド3世は、940年代に元祖タオ家系が滅びた後（アルメニア語でタイクとして知られる歴史的にジョージア-アルメニア国境、今日のトルコにある）タオ地域全体を支配していたグルジア・バグラティオニ（バグラトゾ）王朝のカルトリ系の血族であるタオの2番目の家系代表であるアダルナセ5世の次男だった。